# Imperia-Abadal

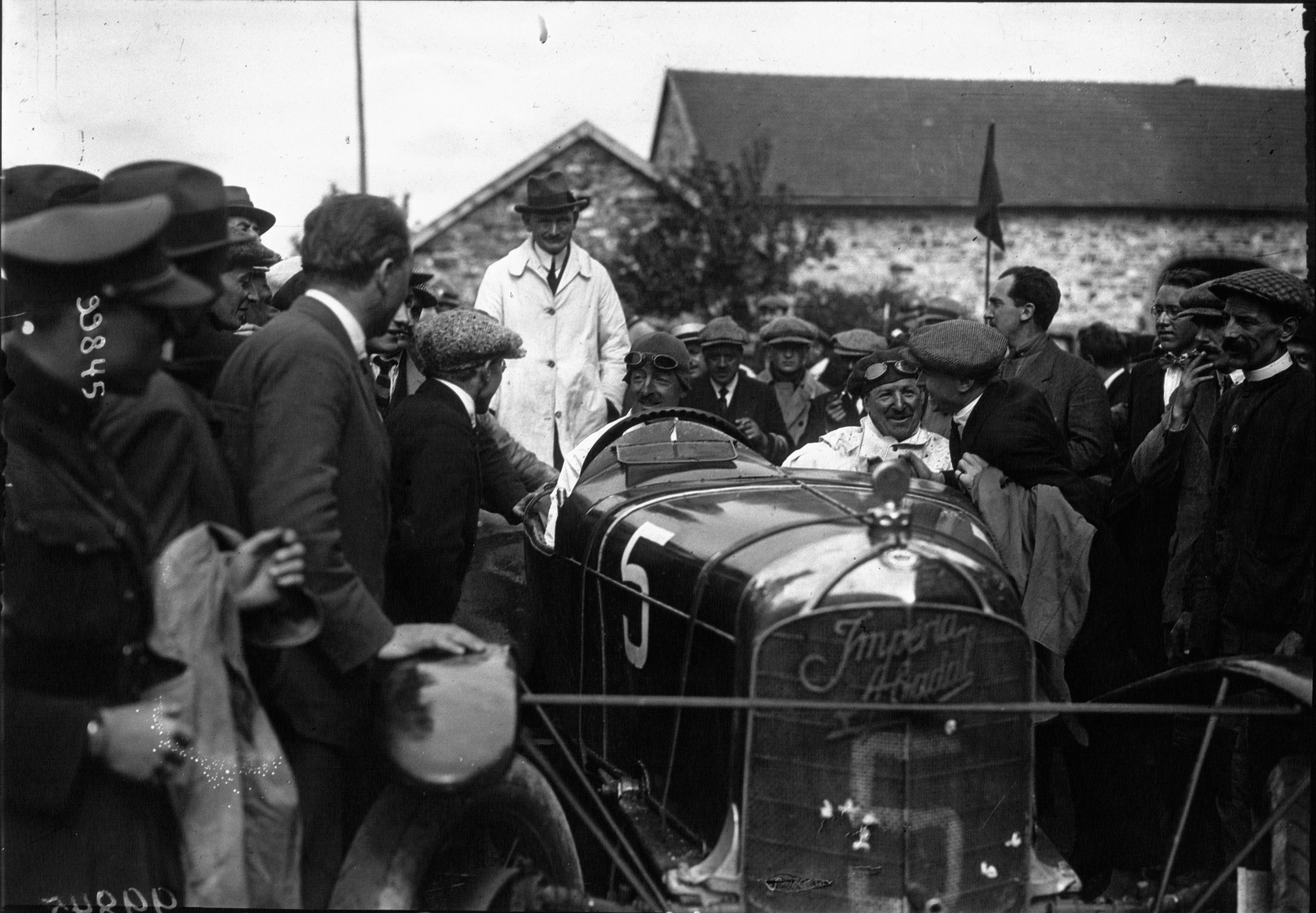
De Tornaco van Imperia-Abadal wint de eerste Belgische Grand Prix op het circuit van Circuit Spa-Francorchamps in 1922.

Imperia-Abadal is de merknaam die Imperia gebruikte toen het auto's van Abadal in licentie produceerde.
Tussen 1914 en 1917 noemde men de sportwagens Imperia-Abadal. Abadal kon het na de Eerste Wereldoorlog niet bolwerken, waardoor de samenwerking met Imperia stopte.